# Louis Nazzi
Louis Nazzi, de son vrai nom Louis Victor Nazzirolli, est un écrivain et un journaliste français né le 31 janvier 1884 dans le 18e arrondissement de Paris et mort d'un emphysème le 20 novembre 1913 à Lons.

## Publications
- 1910 : Gégène et Nini
- 1911 : Honoré Daumier
- 1913 : Tortillard

## Source
- Edmond Thomas, « Louis Nazzi », sur Plein Chant